# マレイン酸ジメチル
マレイン酸ジメチル (マレインさんジメチル、Dimethyl maleate) は、化学式 C6H8O4 で表される有機化合物であり、マレイン酸のジエステルである。

## 合成
マレイン酸ジメチルは、硫酸を触媒として無水マレイン酸とメタノールから合成される。まず、求核アシル置換によりモノメチルエステルが生成し、続いてフィッシャーエステル化反応でジメチルエステルとなる。 

## 応用
マレイン酸ジメチルは、多くの有機合成でジエン合成のジエノフィルとして使用されている。また、プラスチック、顔料、医薬品、農産物の添加剤および中間体として使用される。塗料、接着剤、コポリマー製造の中間体としても使用される。
マレイン酸ジメチルは、ポリマーフィルムの硬度と靭性の改善が望まれる用途でも使用されている。これには、特に、酢酸ビニルとマレイン酸ジメチルの共重合体のブロッキング防止特性の改善が含まれる。また、スチレンまたは塩化ビニルポリマーのガラス転移点を上げるための内部改質剤としても使用される。

## 化学
マレイン酸ジメチルを加水分解すると、マレイン酸、またはおそらくマレイン酸モノメチルエステルになる。水和するとリンゴ酸になる。